# Цона Артиђанале Калдич (Болцано)
Цона Артиђанале Калдич је насеље у Италији у округу Болцано, региону Трентино-Јужни Тирол.
Према процени из 2011. у насељу је живело 36 становника. Насеље се налази на надморској висини од 651 м.